# Reichenbach an der Fils
Reichenbach an der Fils è un comune tedesco di 8 029 abitanti, situato nel land del Baden-Württemberg.